# Lac Tousignant (Mékinac)
Pour les articles homonymes, voir Tousignant.
Le Lac Tousignant est un plan d'eau douce situé dans le territoire non organisé du Lac-Normand, dans la municipalité régionale de comté de Mékinac, dans la région administrative de la Mauricie, au Québec, au Canada.
Situé en territoire forestier, le lac Tousignant a été dans l'histoire un plan d'eau important pour le transport du bois en hiver sur la glace jusqu'à son embouchure, afin de tirer avantage des grandes crues pour le transport du bois par flottaison sur la rivière Wessonneau. La glace sur le lac est normalement prise de novembre à avril. Néanmoins, la période de circulation sécuritaire sur la glace est normalement de la mi-décembre à la fin mars. Depuis la fin du XIXe siècle, les activités récréo-touristiques ont été mises en valeur, notamment la navigation de plaisance.

## Géographie
Long de 10,9 km, le lac Tousignant est situé dans la Réserve faunique du Saint-Maurice, au sud du lac Soucis (les deux lacs sont connectés par un détroit d'environ 580 m), à 3 km à l'est du Lac Normand (Mékinac), à 14,7 km à l'ouest de la rivière Saint-Maurice et à 12,8 km au nord de la rivière Matawin.
Les bassins versants voisins sont :
- au sud : ruisseau du Castor Noir (Mékinac),
- à l'ouest : Lac Normand (Mékinac),
- au nord-ouest : rivière Livernois,
- à l'est : la rivière Wessonneau du Milieu et la rivière Wessonneau.

La rivière Wessonneau prend sa source au Lac Travers (longueur de 2,1 km ; altitude de 368 m) qui chevauche la limite du Canton de Livernois et du Canton de Normand, au nord-ouest du Lac Livernois. Le lac Travers est alimenté par les décharges de quelques lacs (du côté nord-ouest) dont Harrow et Sidecamp. L'embouchure du Lac Travers est situé à l'est au fond d'une longue baie. Puis la rivière coule vers le nord-est jusqu'à un petit lac qu'elle traverse. Ce dernier se décharge vers le nord où la rivière coule alors vers le nord-ouest jusqu'au Lac du Barrage (368 m) que la rivière traverse également.
De là, la rivière se décharge dans le Lac du Fou (long de 4,1 km ; altitude de 367 m) qui s'étire vers le sud-est et que la rivière traverse sur toute sa longueur. L'embouchure du lac est au sud-est et le courant descend alors vers le sud, puis bifurque vers le sud-est en passant entre des montagnes, puis dans une petite vallée.
Dans cette vallée, la rivière traverse le lac Soucis (long de 7,1 km ; altitude de 323 m), en se dirigeant vers le sud-est, traverse un détroit de 580 m pour aboutir dans le lac Tousignant (altitude de 323 m). Un barrage est situé à l'embouchure sur la rive est du Lac Tousignant. Puis la rivière traverse les Rapides des Sept Portages en se dirigeant vers le Lac Wessonneau.

## Toponymie
L'ancien nom du lac était "Lac Steamboat Rock". À la fin du XIXe siècle et au début du XXe siècle, les bateaux à vapeur sillonnaient cette série de plans d'eau dont le lac Tousignant et le lac Soucis pour tirer le bois avec des baunes ou transporter les travailleurs et les provisions pour les chantiers forestier.
Le terme "Tousignant" correspond à un patronyme de famille d'origine française. La toponymie du secteur est peu ethnocentrique comparativement à d'autres secteurs de la Mauricie. Le toponyme "Lac Tousignant" a été officialisée le 5 décembre 1968 à la Banque des noms de lieux de la Commission de toponymie du Québec.